# Holmsjön (Hammars socken, Närke)
Holmsjön är en sjö i Askersunds kommun i Närke och ingår i Motala ströms huvudavrinningsområde. Sjön har en area på 0,176 kvadratkilometer och ligger 159,2 meter över havet.

## Delavrinningsområde
Holmsjön ingår i det delavrinningsområde (652671-145557) som SMHI kallar för Utloppet av Åmmelången. Medelhöjden är 128 meter över havet och ytan är 33,24 kvadratkilometer. Räknas de 9 avrinningsområdena uppströms in blir den ackumulerade arean 184,24 kvadratkilometer. Skyllbergsån (Joxtorpsån) som avvattnar avrinningsområdet har biflödesordning 2, vilket innebär att vattnet flödar genom totalt 2 vattendrag innan det når havet efter 159 kilometer. Avrinningsområdet består mestadels av skog (69 procent) och jordbruk (10 procent). Avrinningsområdet har 3,6 kvadratkilometer vattenytor vilket ger det en sjöprocent på 7,3 procent. Bebyggelsen i området täcker en yta av 1,17 kvadratkilometer eller 2 procent av avrinningsområdet.